# Розе (коммуна)
Розе (итал. Rose) — коммуна в Италии, располагается в регионе Калабрия, подчиняется административному центру Козенца.
Население составляет 4410 человек (на 2004 г.), плотность населения составляет 94 чел./км². Занимает площадь 47 км². Почтовый индекс — 87040. Телефонный код — 0984.
Покровителем населённого пункта считается Святой Лаврентий. Праздник ежегодно празднуется 10 августа.
Соседние коммуны: Акри, Кастильоне-Козентино, Челико, Луцци, Монтальто-Уффуго, Ренде, Сан-Пьетро-ин-Гуарано.